# Ngima
Ngima ist ein Verwaltungsbezirk (Ward) des Distrikts Mbinga in der tansanischen Region Ruvuma.

## Geografie
Ngima liegt im Südwesten von Tansania etwa 15 Kilometer Luftlinie nordwestlich der Distrikthauptstadt Mbinga und 20 Kilometer östlich des Malawisees. Der Bezirk grenzt im Nordosten an Mkumbi, im Südosten an Myangayanga, im Süden an Wukiro, im Südwesten an Litembo, im Westen an Kitura und im Nordwesten an Kipolo. Bei der Volkszählung 2022 lebten 6642 Menschen in 1642 Haushalten auf einer Fläche von 26 Quadratkilometern.

## Gliederung
Der Bezirk besteht aus drei Gemeinden (Mtaa) mit 26 Orten (Kitongoji):
| Ngima - Ndunguli A - Ndunguli B - Mtetema Chini - Mtukani Juu - Mtukani Chini - Mahebe - Mpundisa A - Kihongo - Mtetema Juu - Mheza Juu - Mheza Chini - Kipera - Mpundisa B | Njombe - Mawono - Kiweleko - Miyau - Kiganja - Mwambau Juu | Unango - Ndilima - Lushoto Zomba - Mhuru B - Lukubu - Mhalo - Nsasa - Hambura - Mhuru A |

## Infrastruktur
- Bildung: Die Wukiro Secondary School ist eine staatliche weiterführende Tagesschule mit einer Ausbildung bis zur 4. Stufe.[8] Außerdem gibt es 6 Grundschulen im Bezirk.[9]
- Gesundheit: In den Gemeinden Ngima und Unango befindet sich je eine staatliche Apotheke.[10][11]